# I Don't Want: The Gold Fire Sessions
I Don't Want: The Gold Fire Sessions è il secondo album mixtape della musicista americana Santigold, pubblicato il 27 luglio 2018 dall'etichetta Downtown Records.
Il 26 luglio 2018 Santigold ha annunciato che avrebbe pubblicato un album dancehall a sorpresa nello stile di un mixtape e ha condiviso Run the Road  come primo singolo, presentato in anteprima nello spettacolo Beats 1 di Zane Low su Apple Music. L'album è stato registrato in sessioni che sono durate più di due settimane con i Dre Skull, in cui hanno creato nuove canzoni da quelle incompiute che avevano trovato, comprese quelle su cui Santigold aveva precedentemente lavorato con i produttori, Diplo e Ricky Blaze.
Originariamente rilasciata solo come download digitale, una versione fisica è stata rilasciata come LP in vinile multicolore giallo e nero per il Record Store Day il 13 aprile 2019.
I Don't Want: The Gold Fire Sessions è principalmente influenzato dalla dancehall, dal reggae, dal pop africano tradizionale e contemporaneo e dalla musica afro-caraibica. La rivista Paper ha definito l'album "musicalmente senza confini, ferocemente energizzante e tanto aggressivamente orecchiabile quanto politico".
Il critico di Pitchfork Karas Lamb ha affermato che l'album "combina il passato musicale di Santigold con la passione per la sperimentazione spontanea. Suona come un distillato di gioia. Crashing Your Party, A Perfect Life e la traccia di chiusura del titolo si immergono nel territorio sonoro di Blondie, bhangra e afrobeat per suggerire che Santigold abbia creato The Gold Fire Sessions proprio come lei stessa ha creato: senza confini, regole o muri." Il critico del New York Times Jon Pareles ha scritto che "il fascino, l'istinto pop e il ferbido senso dello scopo può essere trovato tutto" nell'album. Ben Devlin di MusicOMH ha affermato che "gli effetti sonori dubby posizionati durante le transizioni delle tracce danno l'impressione di un mixtape con posta in gioco relativamente bassa. Tuttavia, questa non è una brutta cosa, poiché la sintesi creativa tra lei e il produttore Dre Skull significa che non c'è un momento di noia nel disco. I Don't Want: The Gold Fire Sessions è una gemma, un album energico e pieno di hook che lascia l'ascoltatore a desiderare di più."

## Tracce
1. Coo Coo Coo – 3:29
2. Run the Road – 4:22
3. Wha' You Feel Like – 2:37
4. I Don't Want – 3:49
5. Valley of the Dolls – 4:16
6. Why Me – 2:26
7. Crashing Your Party – 2:44
8. Don't Blame Me (featuring Shenseea) – 2:20
9. A Perfect Life – 2:47
10. Gold Fire – 3:51